# Wanda la pécheresse
Pour plus de détails, voir Fiche technique et Distribution.
Wanda la pécheresse (Wanda, la peccatrice) est un mélodrame franco-italien réalisé par Duilio Coletti et sorti en 1952.

## Synopsis
Stefano, un officier de marine qui n'a pas travaillé sur des navires depuis un certain temps à la suite d'un détachement dans un ministère, apprend que sa femme Elena transmet secrètement à des puissances étrangères des dessins et des plans militaires qu'il a gardés. Sa femme est prévenue par un complice et se prépare à partir : elle dit un adieu en larmes à son fils et commence à faire ses valises.
Mais Stefano arrive en courant : Elena s'enferme dans sa chambre et se suicide en se tirant deux fois dessus. Alors que son fils n'a pas été témoin de toute la scène, Stefano décide de ne pas lui révéler la cause du suicide de sa mère. Stefano est accusé de crime passionnel mais il est acquitté lors de son procès grâce à l'absence de preuves et l'habileté oratoire de son avocat. Mais cet acquittement, au lieu de l'aider, le désavantage : ses proches se retournent contre lui, l'empêchant de voir son fils, et le ministère de la Marine le contraint à démissionner. N'ayant aucune chance de trouver du travail en Italie, il se rend en Afrique du Sud, mais la guerre y éclate et il est enfermé dans un camp de concentration. Fatigué, émacié et vêtu de vêtements minables, il retourne en Italie sans un sou et avec une maladie qui progresse. Son fils, devenu adulte, a été entre-temps informé par sa grand-mère et il considère Stefano comme l'unique responsable de la mort de sa mère.
Un soir, Stefano rencontre Wanda, une prostituée qui lui prête de l'argent. Désormais au bord du désespoir, il utilise cette somme d'argent des les jeux de hasard et la chance lui sourit : il gagne une grosse somme d'argent. Il fait son entrée dans le monde des affaires, multiplie les bons investissements et devient très riche, à tel point qu'il convainc Wanda de vivre avec lui. Le déménagement de Wanda bouleverse toutefois Marco, son ancien amant, qui tente à plusieurs reprises de la convaincre que sa relation avec Stefano n'a aucun avenir.
Pour permettre à son fils d'entrer à l'Académie navale, Stefano décide de révéler la vérité et il finit par être réhabilité. Il peut maintenant se réconcilier avec son fils. Secouée par la mort d'une de ses amies et décidée à ne pas se mettre en travers de la carrière de Stefano, Wanda décide de le quitter.

## Fiche technique
- Titre français : Wanda la pécheresse ou Le Prix du péché[1]
- Titre original italien : Wanda, la peccatrice[2]
- Réalisation : Duilio Coletti
- Scénario : Oreste Biancoli, Solange Térac
- Photographie : Carlo Montuori
- Montage : Fernando Tropea (en)
- Musique : Alessandro Cicognini
- Décors : Ottavio Scotti (it)
- Production : Alberto Giacalone, Tito Pirri, Raffaello Matarazzo, Jacques-Pierre Frogerais
- Sociétés de production : Itala Film, Labor Film, Productions Sigma-Vog
- Pays de production :  Italie •  Espagne
- Langue originale : italien
- Format : Noir et blanc - 1,37:1 - Son mono - 35 mm
- Durée : 91 minutes (1 h 31)
- Genre : melodramma strappalacrime
- Dates de sortie :
  - Italie : 17 août 1952
  - France : 10 octobre 1952[1]

## Distribution
- Yvonne Sanson : Wanda
- Frank Villard : Stefano Lari, l'officier de marine
- Françoise Rosay : Anna Steiner, mère d'Elena
- Gino Leurini : Enrico Lari
- Camillo Pilotto : l'avocat Morelli
- Giulietta Masina : Nadina
- Paolo Stoppa : Marco, l'ancien amant de Wanda
- Enrica Dyrell : la sœur d'Elena.
- Zora Piazza : Elena Meiner
- Malù Della Noce : Maria Luisa
- Michele Malaspina : le commissaire de police
- Enzo Fiermonte : Le conseiller d'Elena.
- Ada Colangeli : la concierge
- Vittorio Cramer : le procureur de la République
- Vittorina Benvenuti : la gouvernante de la maison Lari.
- Aldo Bettoni : Notaire Corsini
- Annette Ciarli : Donna Lari, la mère de Stefano.
- Edmea Lisi : Maria

## Production et exploitation
Le film, qui peut être attribué au genre du melodramma strappalacrime (désigné plus tard par les critiques comme un sous-genre du néoréalisme), très populaire à l'époque auprès du public italien, a été réalisé dans les studios du Centro sperimentale di cinematografia de Rome.
Inscrit au registre des films de la SIAE (Société italienne des auteurs et éditeurs) sous le numéro 1 108, il subit quelques vicissitudes de la censure ; présenté à la Commissione di Revisione Cinematografica, présidée par Giulio Andreotti, le 18 avril 1952, il obtient le visa de censure no 11876 du 29 avril 1952, avec une longueur déclarée de 2 622 mètres et une longueur constatée de 2 400 mètres ; même raccourci d'environ 200 mètres, le film est interdit aux mineurs de moins de 16 ans.
Ce n'est qu'en 2003 que l'interdiction, entre-temps passée aux mineurs de moins de 14 ans, a été levée et qu'avec le visa no 96969 du 12 mars 2003, délivré pour les passages à la télévision, le film a été déclaré regardable par tous. Depuis lors, il a été diffusé à la télévision italienne à plusieurs reprises.
En Italie, le film fait 246 175 000 lires de recettes.